# Resolutie 750 Veiligheidsraad Verenigde Naties
Resolutie 750 van de Veiligheidsraad van de Verenigde Naties werd op 10 april 1992 aangenomen met unanimiteit van stemmen.

## Achtergrond
Nadat in 1964 geweld was uitgebroken tussen de Griekse- en Turkse bevolkingsgroep op Cyprus, stationeerden de VN de UNFICYP-vredesmacht op het eiland. Die macht wordt sindsdien om het half jaar verlengd. 
In 1974 bezette Turkije het noorden van Cyprus na een Griekse poging tot staatsgreep. In 1983 werd dat noordelijke deel met Turkse steun van Cyprus afgescheurd. Midden 1990 begon het toetredingsproces van (Grieks-)Cyprus tot de Europese Unie, maar de EU erkende de Turkse Republiek Noord-Cyprus niet.

## Inhoud
De Veiligheidsraad:
- overwoog de Secretaris-Generaals rapport over zijn missie in Cyprus;
- bevestigt de vorige resoluties;
- is bezorgd dat er geen vooruitgang is in het voltooien van de ideeën voor een raamakkoord en dat sommige gebieden achteruit zijn gegaan;
- verwelkomt dat de leiders van de twee gemeenschappen en de Eerste Ministers van Griekenland en Turkije de Secretaris-Generaal verzekerden te willen samenwerken;

1. looft de inspanningen van de Secretaris-Generaal;
2. bevestigt dat de oplossing gebaseerd moet zijn op één soevereine staat Cyprus met twee gelijkwaardige gemeenschappen en onafhankelijk van enig ander land;
3. roept de partijen op deze principes aan te nemen en binnen dat kader te onderhandelen zonder ervan af te wijken;
4. steunt de in het rapport omschreven ideeën als basis voor een raamakkoord en onderwerp van de nog aan te pakken punten, in het bijzonder de aanpassing van het grondgebied en ontheemden;
5. vraagt alle betrokkenen om samen te werken met de Secretaris-Generaal aan de opheldering van deze punten;
6. bevestigt dat de missie van de Secretaris-generaal voor beide gemeenschappen is die op gelijke voet deelnemen;
7. beslist permanent op de hoogte te blijven van de kwestie-Cyprus tot de ideeën voltooid zijn;
8. vraagt de Secretaris-Generaal zijn inspanningen om de ideeën te voltooien voort te zetten en de Veiligheidsraad op de hoogte te houden;
9. blijft geloven dat een hoge internationale bijeenkomst een effectief instrument is om tot een kaderakkoord te komen;
10. vraagt de Secretaris-Generaal om ook tegen juli 1992 te rapporteren over de resultaten van zijn inspanningen en aanbevelingen te doen om moeilijkheden op te lossen;
11. bevestigt het belangrijke mandaat van UNFICYP en kijkt uit naar het rapport van de Secretaris-Generaal in mei 1992.

## Verwante resoluties
- Resolutie 716 Veiligheidsraad Verenigde Naties (1991)
- Resolutie 723 Veiligheidsraad Verenigde Naties (1991)
- Resolutie 759 Veiligheidsraad Verenigde Naties
- Resolutie 774 Veiligheidsraad Verenigde Naties

Lijst ·  726 ·  727 ·  728 ·  729 ·  730 ·  731 ·  732 ·  733 ·  734 ·  735 ·  736 ·  737 ·  738 ·  739 ·  740 ·  741 ·  742 ·  743 ·  744 ·  745 ·  746 ·  747 ·  748 ·  749 ·  750 ·  751 ·  752 ·  753 ·  754 ·  755 ·  756 ·  757 ·  758 ·  759 ·  760 ·  761 ·  762 ·  763 ·  764 ·  765 ·  766 ·  767 ·  768 ·  769 ·  770 ·  771 ·  772 ·  773 ·  774 ·  775 ·  776 ·  777 ·  778 ·  779 ·  780 ·  781 ·  782 ·  783 ·  784 ·  785 ·  786 ·  787 ·  788 ·  789 ·  790 ·  791 ·  792 ·  793 ·  794 ·  795 ·  796 ·  797 ·  798 ·  799